# Сулима Іван Федорович
Іва́н Федорович Сули́ма (пом. березень 1721, Вишній Волочок, Московія) — український полководець, генеральний хорунжий Війська Запорозького (1708—1721), наказний гетьман (з 1718).

## Біографія
Народився в сім'ї переяславського полковника Федора Івановича Сулими.
1687 — був призначений вороньківським сотником Переяславського полку. 1693 — військовий товариш. 1701—1703 — значний військовий товариш. 1708 — отримав ранг генерального хорунжого і залишався при ньому до кінця життя.
Учасник воєнних дій того часу: Чигиринський похід (1677) і Перекопські походи (1687, 1689); під проводом Івана Мазепи брав участь у взятті турецьких фортець Казикермен, Тавань, Кам'яний Затон і інших (1695).
Відзначився у Полтавській битві (1709) на московському боці. 1711 — учасник Прутського походу.
Після смерті переяславського полковника Степана Томари (1715) фактично займав полковничий уряд у Переяславі. 1718 — призначений наказним гетьманом 7 козацьких полків, відправлених до Царицина.
1721 — виконуючи обов'язки переяславського полковника, разом з 20-тисячним козацьким військом вирушив на будівництво каналу біля Ладозького озера, але через погані кліматичні умови захворів і помер у дорозі (у Вишньому Волочку).
Похований в родовому маєтку — в селі Сулимівка (тепер Бориспільський район, Київська область).

### Сім'я
Був одружений з Марією Полуботківною, донькою полковника Леонтія Полуботка, зведеною сестрою наказного гетьмана Павла Полуботка.
- батько — Федір Сулима, Переяславський полковник.
- син — Федір Сулима одружився з Параскевією Кочубей, донькою Василія Кочубея.
- син — Семен Сулима одружився з Параскевією Савич.